# Radio Arabella (München)
Radio Arabella ist der Name einer Gruppe von regionalen Rundfunksendern in Deutschland (München) und Österreich (Wien, Niederösterreich und Oberösterreich). Betreiber in Deutschland ist die Radio Arabella Studiobetriebsgesellschaft mbH, die am 29. Mai 1989 gegründet wurde. Radio Arabella finanziert sich als Privatsender ausschließlich über Werbeeinnahmen. Die Namensgebung „Radio Arabella“ beruht auf dem Gründungsgesellschafter Josef Schörghuber, dessen Tochter mit Vornamen Arabella heißt.

## Geschichte
Radio Arabella startete am 29. Mai 1989 auf UKW 92.4. Die Frequenz war gesplittet mit der „Jazzwelle Plus“, die täglich von 18 bis 22 Uhr sendete. 1994 wurde das Sendegebiet auf die Landkreise Freising, Erding sowie Ebersberg erweitert und das Programm konnte rund um die Uhr auf den UKW-Frequenzen 105,2 sowie 100,8 MHz empfangen werden.

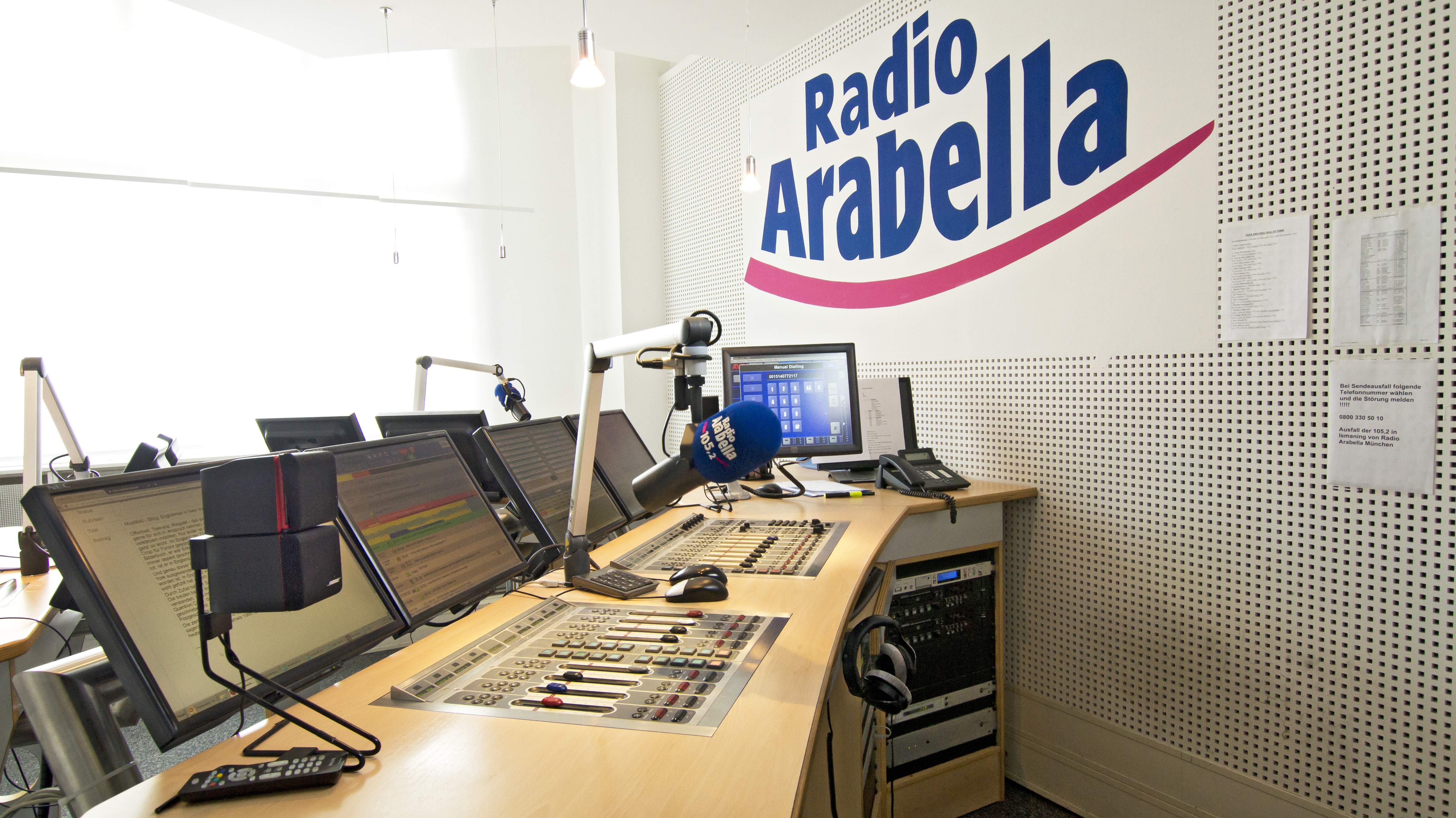
Blick in das Sendestudio in der Paul-Heyse-Straße in München

## Gesellschafter
- Radio M1 Rundfunkbeteiligungsgesellschaft mbH
- Münchener Zeitungsverlag GmbH & Co. KG
- Burda Verlag München
- HeronMedia Werbegesellschaft mbH

## Verbreitung
Radio Arabella wird derzeit auf den UKW-Frequenzen 104,0 und 105,2 MHz ausgestrahlt. Das Programm kann zudem über ein kostenfreies Webradio-Angebot weltweit empfangen werden. Unter derselben Marke werden zusätzlich Webradio-Spartenkanäle angeboten. Seit November 2012 kann das Programm unter der RDS-Kennung „ARABELLA“ im Großraum München auch über DAB+ empfangen werden.

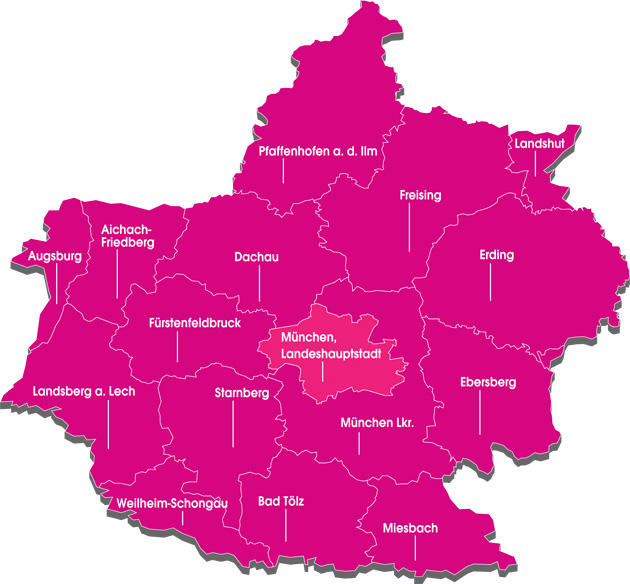
Das UKW-Sendegebiet von Radio Arabella in und um München

## Marktposition
Die Funkanalyse Bayern 2023 der Bayerischen Landeszentrale für neue Medien weist den Sender mit rund 68.000 Hörern pro Durchschnittsstunde und einer Verweildauer von 183 Minuten als Marktführer unter den Münchner Lokalsendern aus.

## Programm
Radio Arabella sendet ein 24-stündiges Programm. Der redaktionelle Schwerpunkt liegt auf der aktuellen Berichterstattung aus München und der Region sowie Bayern, Deutschland und der Welt. Weitere Bestandteile des Programms sind verschiedene Rubriken wie Freizeit-, Wochenend- und Ausflugstipps, die München-Minis in der Wetterhuber-Morgenshow, Kinotipps oder auch die Oktoberfest-Berichterstattung live aus dem Schützenfestzelt sowie Boulevard- und Glamour-Themen aus der Stadt.

## Musikformat
Zum Start im Mai 1989 spielte der Sender ein Schlager- und Oldie-Format, das über die Jahre weiterentwickelt und dem veränderten Musikgeschmack angepasst wurde. Diese Musikmischung wird unter Radio-Machern namensgebend als Radio-Arabella-Format bezeichnet. Der Schwerpunkt im jetzigen Musikprogramm liegt auf Klassiker und Evergreens der 1980er Jahre. Zudem werden gelegentlich auch aktuellere Hits gespielt.

## Events
Ergänzend zum Bereich Radio unterhält der Sender eine eigene Eventabteilung. Dort werden jährlich über 70 Aktionen und Veranstaltungen mit den verschiedensten Unterhaltungsprogrammen für Hörer und Kunden konzipiert und durchgeführt.
Hierzu gehört das Isarinselfest.

## Radio Arabella Bayern
Am 1. März 2019 startete Radio Arabella Kult in den lokalen bayerischen DAB+-Sendegebieten München, Nürnberg, Augsburg, Ingolstadt und Allgäu. Am 1. Juli 2019 kam das Voralpenland hinzu.
Ab 9. November 2020 wurde Radio Arabella Kult durch Radio Arabella Bayern abgelöst. Angeboten wird eine moderierte Morgensendung. Gespielt werden die Hits aus den 70ern, 80ern und den 90ern.
Radio Arabella Bayern sendet seit dem 15. Dezember 2021 in ganz Bayern über DAB+.